# Vannecourt
Vannecourt är en kommun i departementet Moselle i regionen Grand Est (tidigare regionen Lorraine) i nordöstra Frankrike. Kommunen ligger i kantonen Château-Salins som tillhör arrondissementet Château-Salins. År 2022 hade Vannecourt 69 invånare.

## Befolkningsutveckling
Antalet invånare i kommunen Vannecourt
| Referens: INSEE |